# John Lamb (baseball, 1990)
Pour les articles homonymes, voir Lamb.
Pour le lanceur du même nom, voir John Lamb (baseball, 1946).
John Michael Lamb (né le 10 juillet 1990 à La Palma, Californie, États-Unis) est un lanceur gaucher de la Ligue majeure de baseball.

## Carrière
John Lamb est repêché par les Royals de Kansas City  au 5e tour de sélection en 2008. Il amorce sa carrière professionnelle en 2009 avec un club affilié aux Royals en ligues mineures. Au début de l'année 2011, Baseball America tient Lamb en haute estime et le place en 18e position de son classement annuel des 100 joueurs les plus prometteurs, mais c'est la seule fois qu'il apparaît sur ce palmarès. Plus tard en 2011, il subit une opération Tommy John au coude gauche : sa progression est ralentie pendant deux ans, avant qu'il ne réussisse à rehausser le niveau de ses performances en 2014. 
Lamb en est à sa 7e saison dans les ligues mineures lorsque les Royals de Kansas City l'échangent aux Reds de Cincinnati. Il est en effet transféré le 26 juillet 2015 avec le lanceur de relève gaucher Brandon Finnegan et le gaucher des mineures Cody Reed, dans la transaction qui permet à Kansas City d'acquérir le lanceur droitier Johnny Cueto.
John Lamb fait ses débuts dans le baseball majeur comme lanceur partant des Reds de Cincinnati le 14 août 2015 face aux Dodgers de Los Angeles.
Sa moyenne de points mérités s'élève à 6,17 en 24 départs au total pour Cincinnati en 2015 et 2016. Il remporte deux victoires et encaisse 12 défaites.
En novembre 2016, il rejoint les Angels de Los Angeles.